# Sad Girl (песня)
«Sad Girl» (с англ. — «Грустная девочка») — песня американской певицы и автора песен Ланы Дель Рей с третьего студийного альбома Ultraviolence. Авторами трека являются сама певица и часто сотрудничающий с ней музыкант Рик Ноуэлс. Продюсером трека выступил Дэн Ауэрбах, а продюсированием вокала Ланы Дель Рей занимался Ноуэлс. Композиция была выпущена 13 июня 2014 года вместе с треками альбома Ultraviolence. «Sad Girl» — это джаз- и блюз-рок-баллада, в которой исполнительница говорит о «неправильных отношениях».

## История создания
Песня «Sad Girl» была написана Ланой Дель Рей в сотрудничестве с музыкантом и продюсером Риком Ноуэлсом; вокальная дорожка была спродюсирована им же и записана в студии The Green Building, Санта-Моника, в 2013 году. После встречи исполнительницы с музыкантом Дэном Ауэрбахом в одном из клубов Нью-Йорка они решили перезаписать аранжировки всех треков пластинки Ultraviolence в его студии Easy Eye Sound в Нашвилле, штат Теннесси. Песня была выпущена 13 июня 2014 года, наряду с выходом альбома Ultraviolence на лейблах Interscope и Polydor.
По словам исполнительницы в интервью для британской газеты The Guardian, «Sad Girl» была написана под вдохновением от «неправильных отношений»: «Я была в разных отношениях с мужчинами, с людьми, эти отношения были в каком-то смысле неправильными, но всё равно оставались для меня прекрасными». В аудио-интервью для немецкого подразделения издания MTV, Дель Рей рассказала о песне: «Я иногда бываю грустной девочкой. Всё ещё случается то, что вне моего контроля. Иногда я делаю то, что хочу, вместо того, что действительно должна делать». Исполнительница также сравнила «Sad Girl» с ещё одним треком на пластинке, «Shades of Cool»: «Она такая же, в блюзовом тоне, напоминает мне во многом «Shades Of Cool», и, тем самым, подчинена настроению всей пластинки». Дель Рей ни разу не исполняла песню на концертах, однако 24 ноября 2017 года, встретившись с поклонниками в Западном Голливуде, певица исполнила а капелла-версию «Sad Girl».

## Композиция и реакция критиков

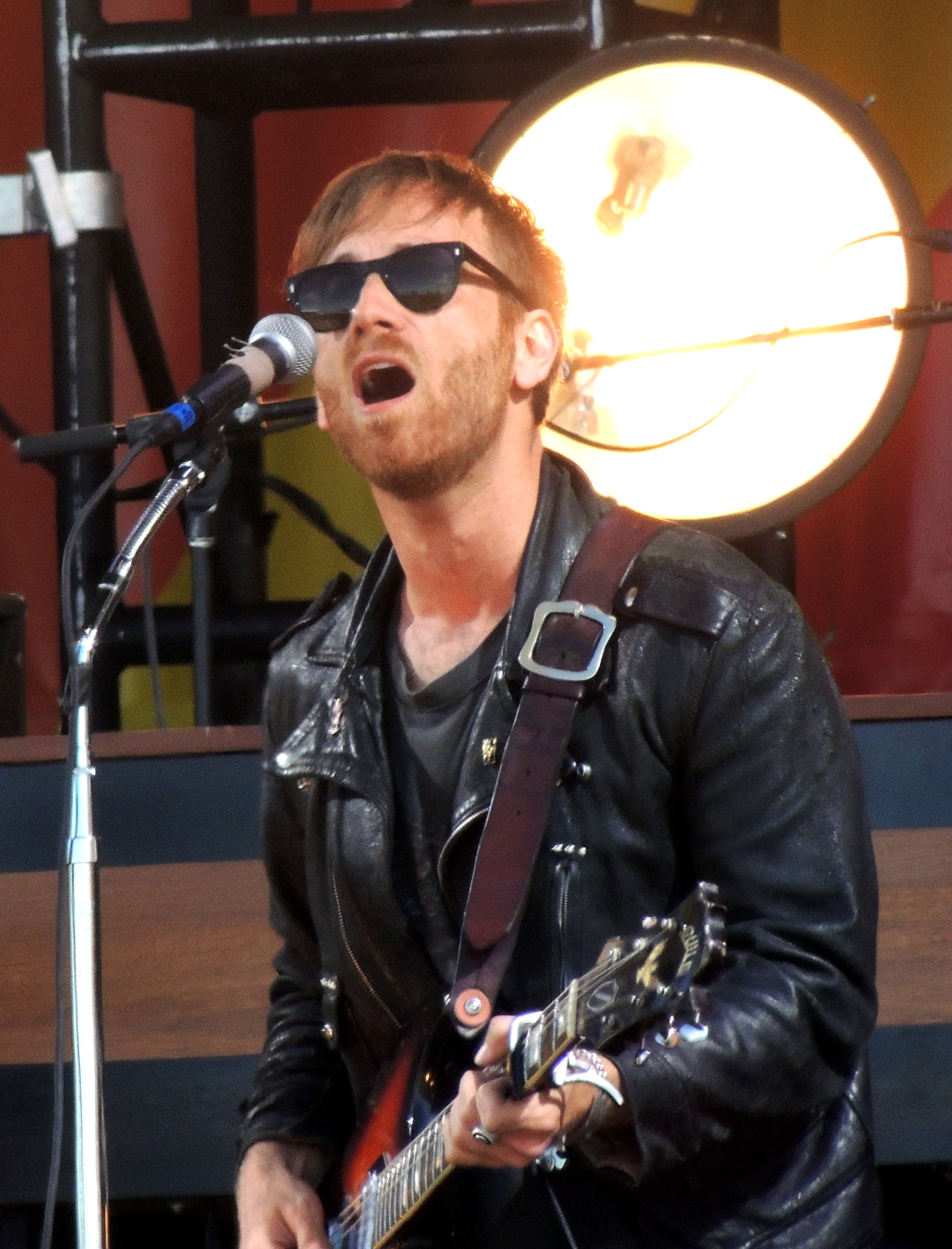
Американский рок-музыкант Дэн Ауэрбах выступил в качестве одного из продюсеров трека.

Композиция «Sad Girl» сочетает в себе такие жанры, как джаз и блюз-рок. Записанная в тактовом размере в 4/4, и в тональности Ре минор, инструментарий песни состоит из электро и акустической гитары, синтезатора, ударных и меллотрона. Вокал Дель Рей охватывает диапазон от ноты Си3 до Ре5. Песня звучит в довольно медленном темпе 63 удара в минуту. Рецензент Кеннет Партридж из издания Billboard, оценивая треки Ultraviolence, назвала композицию «самой трогательной на пластинке»; она отметила: «Дель Рей рассказывает о важной встрече, говоря о себе как о «стерве на стороне» её бойфренда, однако, слова припева наводят на мысль, что у исполнительницы есть и другое мнение. «Он обладает огнём», — поёт она, глубоко оскорблённая, однако знающая что к чему, неуверенная в том, как долго ещё она будет желать сгореть». Говоря о жанре, критик британской газеты The Guardian отметил, что «джазовое исполнение» песни — это тот жанр, которому «вокал Дель Рей невероятно подходит».
Эл Хорнер из издания NME похвалил песню, назвав её одним из «манифестов» Дель Рей на пластинке. Хорнер сравнил образ девушки из «Sad Girl» с «женским идеалом» из композиции «The Other Woman» в исполнении Нины Симон. Критик добавил, что «„Sad Girl“ звучит как неловкая попытка соблазнения в фешенебельном клубе и описывает влюбленную проститутку, в чьей власти лишь завуалированно угрожать совершением неосмотрительного поступка». Джаз Монро, также являющаяся критиком журнала NME, составила список лучших песен Дель Рей, где «Sad Girl» расположилась на шестой позиции. «Интригующим фактом подъёма Дель Рей является то, что она часто звучит, как менее привлекательные гимны одиночества Люкке Ли. Кэрин Ганз из издания Rolling Stone описала композицию, как «яркую и изящную», и заметила: «„Sad Girl“ — это по большей части повторяющаяся тема Дель Рей. «Я плохая девочка/Я грустная девочка», — заявляет она; её голос плавно переходит от искреннего «да ну?» до успокаивающего мления». Рецензенты журнала Complex также составили список лучших композиций Дель Рей, расположив «Sad Girl» на последней 24-й позиции; Росс Скарано подчеркнул: «Когда она поёт «Я горю, малыш», её голос становится громче, и ты понимаешь, что именно удерживает её тут, на стороне».

## Список композиций
| №  | Название   | Автор(ы)                  | Продюсер(ы)                 | Длительность |
| -- | ---------- | ------------------------- | --------------------------- | ------------ |
| 7. | «Sad Girl» | Лана Дель Рей, Рик Ноуэлс | Дэн Ауэрбах, Ноуэлс (вокал) | 5:17         |

## Участники записи
Данные взяты с сайта Discogs:
| - Лана Дель Рей — вокал, бэк-вокал, автор - Рик Ноуэлс — автор, дополнительный продюсер (вокал) - Дэн Ауэрбах — продюсер, электрогитара, синтезатор - Расс Пэл — акустическая гитара - Ник Мовшон — ударные - Сет Кауфман — электрогитара | - Леон Майклс — меллотрон - Кенни Воган — синтезатор, меллотрон - Роберт Ортон — сведение - Коллин Дюпюи — сведение, синтезатор - Киерон Мэнзис — сведение вокальных дорожек | - Мастеринг проведён Джоном Дэвисом на студии Metropolis Studio, Лондон, Великобритания - Песня записана на студиях The Green Building, Санта-Моника, штат Калифорния и Easy Eye Sound, Нашвилл, штат Теннесси - Трек издан на R-Rated Music под управлением EMI April Music Inc. (ASCAP)/Sony/ATV Music Publishing |